# Кловис Дардантор
«Кловис Дардантор» (фр. Clovis Dardentor) — роман французского писателя Жюля Верна, написанный в стиле поучительного путешествия. Это один из наименее известных романов Жюля Верна. Входит в цикл из 68 приключенческих романов и рассказов «Необыкновенные путешествия», издававшийся в 1863—1919 годы. Иллюстрации Леона Бенета.
На протяжении всего романа Верн использует комичный, почти пародийный тон повествования.

## История публикаций
Роман «Кловис Дардантор» впервые был издан во Франции в 1896 году, а в 1897 году вышло британское, полностью иллюстрированное, издание, печатью которого занимался Сэмпсон Лоу из Marston, and Company. До 2008 года, когда мэрилендское издательство Choptank Press of St Michaels переиздало версию Сэмпсона Лоу, книга ни разу не была опубликована в США.
На русском языке впервые роман «Кловис Дарндантор» был издан в сокращении в 1907 году.

## Краткое содержание
Роман рассказывает историю двух двоюродных братьев, Жана Таконна и Марселя Лориана, которые, намереваясь вступить в ряды солдат 5-го полка Chasseurs D’Afrique, путешествуют из французского города Сет в Алжир, в город Оран.
На борту «Аржелеса», судна, направляющегося в Оран, Жан и Марсель знакомятся с Кловисом Дардантором, богатым промышленником и центральным персонажем романа. Братья, цель которых заключалась прежде всего в том, чтобы обрести финансовую независимость (для чего они и хотели вступить в 5-й полк), узнали что Кловис является одиноким холостым богачом, не оставившем наследников.
Марсель, который разбирался в юридических вопросах, предложил план. Согласно закону, если кто-то спасёт Кловису жизнь, то богач будет вынужден принять его как своего наследника. В результате братья решают найти способ спасти Кловису жизнь, чтобы наследовать его состояние.
По иронии всё случается наоборот — Кловис спасает Марселя при пожаре, а Жана спасает, когда тот тонул.
Впоследствии, пока Жан ищет другой способ спасти Кловису жизнь, Марсель влюбляется в Луизу Элиссэйн, потенциальную невестку одного из знакомых Кловиса, главы неприятной семьи Дезирандель. В конечном счёте именно Луиза оказывается той, кто спасает Кловису жизнь.
К счастью для братьев Луиза приняла предложение о замужестве от Марселя и была принята Кловисом в качестве наследницы.

## Персонажи
| - Кловис Дардантор, бывший бондарь, родом из Перпиньяна, 45 лет - Марсель Лориан, 22 года - Жан Таконна, его двоюродный брат, 22 года - Луиза Эллиссэйн, 20 лет - Мадам Эллиссэйн, её овдовевшая мать. - Месье Дезирандель, 55 лет - Мадам Дезирандель, его жена, 50 лет - Агафокл Дезирандель, 21 год, их сын, потенциальный жених Луизы | - Эсташ Ориенталь, председатель гастрономического общества Монтелимар. - Патрис, 40 лет, слуга Кловиса, очень вышколен - капитан Бюгараш, командующий «Арджелеса» - доктор Бруно, судовой врач на «Арджелесе» - Моктани, управляющий - Месье Дерива, агент Компании алжирских Железных дорог - Командующий Борегард, бывший офицер Chasseurs D’Afrique, друг семей Лориан и Таконна |

## Роман и водевиль
Жюль Верн. «Кловис Дардантор»:

Да и что еще представляет мое повествование, как не водевиль в прозе, завершающийся под занавес непременной свадьбой?
— Глава XVI
Данными словами Верн завершает текст романа. Согласно исследованиям, Жюль Верн был безумно влюблён в театр, о чём свидетельствует большое количество написанных пьес, большая часть из которых не будет сыграна никогда. Тем не менее в «Кловисе Дарнданторе» обнаруживаются все составляющие романа. Главным героем этого романа является Кловис Дарндантор, которого часто называют «мсье Перришоном авторства Жюля Верна».
Образ Кловиса Дарндантора, спасающего по очереди Жана и Марселя, вопреки их планам, демонстрирует острые симптомы «перришонизма».
Сходство усматривают в том, что персонаж «Путешествия мсье Перришона» Эжена Лабиша, бывший кузовной мастер (для сравнения, Дардантор является бывшим бондарем), попал в схожую ситуацию: ему спасает жизнь жених его дочери, которого он принимает очень холодно, но тем не менее с радостью принимает того, кого спас сам.
Эжен Лабиш. «Путешествие мсье Перришона»:

Дурак не в состоянии долго нести тягостное бремя, именуемое признательностью
— Акт IX, сцена 8
В результате Дардантора рассматривают как литературного наследника тщеславного и эгоцентричного месье Перришона, но в отличие от последнего персонаж Жюля Верна усваивает урок. Весь роман Верна построен на парадоксах. Объединив в произведении два различных путешествия (плавание на «Арджелесе» в Оран и поездка на поезде в Алжир), Жюль Верн использует шутливый тон и сатиру. Кроме сатиры писатель использует многочисленные неологизмы, вроде «chocolat meuniérien de qualité extra-supérieure», «Bravissimer», «périchonisme» и др., а также искусные каламбуры, шутки, очень частые в цикле «Необычайных путешествий».

## Экранизации
В настоящее время на съемки экранизации романа претендуют три британских кинорежиссёра, финансирование идёт через сайт [www.buyacredit.com].